# Beat ’em up
Beat ’em up (również brawler) – gatunek gier komputerowych charakteryzujący się walką wręcz z dużą liczbą przeciwników. Tradycyjne oraz starsze gry z tego gatunku rozgrywają się na przewijanych, dwuwymiarowych poziomach, podczas gdy współczesne produkcje oferują bardziej otwarte, trzywymiarowe środowiska z jeszcze większą liczbą wrogów. Rozgrywka zazwyczaj naśladuje konwencje gier na automaty, takie jak prostota nauki i trudność opanowania zasad. System walki w tych grach jest bardziej rozbudowany niż w innych grach akcji z bocznym przewijaniem ekranu. Charakterystycznymi cechami gatunku są również dwuosobowa rozgrywka kooperacyjna oraz możliwość wyboru wielu postaci. Większość gier z tego gatunku rozgrywa się w środowiskach miejskich i koncentruje się na wątkach związanych z walką z przestępczością lub zemstą, lecz niektóre produkcje mogą wykorzystywać również motywy historyczne, science fiction lub fantasy.
Pierwszy beat ’em up to wydana w 1984 roku gra Kung-Fu Master, która została zainspirowana hongkońskimi filmami sztuk walki. W 1986 roku gra Nekketsu Kōha Kunio-kun wprowadziła nowatorski schemat poziomów, w którym ekran automatycznie przewija się podczas przemieszczania się postaci, co stało się standardem w późniejszych produkcjach tego gatunku. Ponadto gra upowszechniła miejskie scenerie jako tło rozgrywki. Jej zachodnia wersja, Renegade, dodatkowo rozwinęła wątki zemsty na świecie przestępczym. Gatunek przeżywał szczyt popularności między premierą Double Dragon w 1987 roku, która zdefiniowała dwuosobowy tryb kooperacji i przewianie boczne kamery jako centralny element klasycznych beat ’em upów – a wydaniem Street Fightera II z 1991 roku, który opierał się bardziej na pojedynku dwóch osób. W tym okresie ukazały się inne klasyczne tytuły takie jak Streets of Rage, Final Fight, Golden Axe oraz Teenage Mutant Ninja Turtles. Pod koniec lat 90. gatunek stracił na popularności wraz z pojawieniem się technologii wielokątów trójwymiarowych.
W pierwszej dekadzie XXI wieku rozwinął się podgatunek trójwymiarowych gier hack-and-slash. Gatunek ten adaptował klasyczną formułę beat ’em up, przekształcając ją na potrzeby rozbudowanych, trójwymiarowych środowisk. Do najbardziej znanych serii z tego nurtu należały God Hand, Devil May Cry, Dynasty Warriors, God of War oraz Bayonetta. Od lat 10. XXI wieku nastąpiło odrodzenie tradycyjnych dwuwymiarowych gier beat ’em up. Wśród popularnych tytułów z tego okresu można wymienić Dungeon Fighter Online, Dragon’s Crown, Streets of Rage 4 oraz Teenage Mutant Ninja Turtles: Shredder’s Revenge.

## Charakterystyka
Beat ’em up, znany również jako brawler, to podgatunek gier komputerowych z gatunku gier akcji, charakteryzujący się rozgrywką polegającą na konfrontacji gracza z licznymi przeciwnikami. Kluczowym elementem rozgrywki jest bezpośrednia walka wręcz lub z użyciem broni białej. Typowa rozgrywka w beat ’em up polega na przemieszczaniu się postaci gracza przez kolejne sekcje poziomów, gdzie gracz sukcesywnie eliminuje grupy przeciwników. Wraz z postępami w grze poziomy stopniowo się zmieniają, a ich zwieńczeniem jest zazwyczaj konfrontacja z bossem – silniejszym przeciwnikiem kończącym dany etap. Wersje na automaty tych gier cechują się wysokim poziomem trudności, co miało na celu zachęcenie graczy do wielokrotnego wrzucania monet do automatu.
Gatunek beat ’em up wyraźnie różni się od bijatyk, które koncentrują się na pojedynkach jeden na jednego. Pomimo wyraźnych różnic, gatunki beat ’em up i bijatyk (fighting games) przenikają się wzajemnie. Ewolucja obu kategorii gier przebiegała równolegle, czego efektem były wspólne rozwiązania techniczne i artystyczne. Niektóre tytuły zacierały granice między tymi gatunkami, wprowadzając elementy charakterystyczne dla obu stylów rozgrywki, co prowadziło do powstawania hybrydowych form gatunkowych.
W brytyjskiej prasie poświęconej grom wideo z lat 80. i 90. XX wieku ukształtowała się specyficzna terminologia klasyfikacji gier z gatunku beat ’em up. Czołowe magazyny branżowe, w tym „Mean Machines” i „Computer & Video Games”, dokonały wewnętrznego podziału tego gatunku na dwie główne kategorie:
1. Scrolling beat ’em up (przewijalny beat ’em up) – reprezentowane przez klasyczne tytuły takie jak Double Dragon i Final Fight, charakteryzujące się dynamicznym przemieszczaniem się postaci w kierunku poziomym oraz walką z grupami przeciwników[16].
2. One-on-one beat ’em up (beat ’em up oparty na pojedynku) – do których zaliczano gry koncentrujące się na pojedynkach, jak Street Fighter II czy Mortal Kombat[17].

W tym okresie w brytyjskim piśmiennictwie gamingowym termin „beat ’em up” stosowano bardzo szeroko, obejmując niemal wszystkie gatunki gier o tematyce walki, aż do schyłku dekady.

## Rozgrywka
Gry typu beat ’em up zazwyczaj opierają się na motywach walki z przestępczością. Gracz wciela się w samozwańczego stróża prawa, częsty jest wątek zemsty, a akcja często toczy się na ulicach miast, choć istnieją również gry osadzone w realiach historycznych i fantasy. Gracze muszą przejść od jednego końca świata gry do drugiego, co sprawia, że poziomy w takich grach zazwyczaj przewijają się poziomo. Niektóre późniejsze gry z tego gatunku rezygnują z poziomów przewijanych w 2D, pozwalając graczom eksplorować większe, trójwymiarowe środowiska, zachowując jednak prosty w nauce styl rozgrywki i system sterowania. W trakcie poziomu gracze mogą zdobywać bronie, których mogą używać, oraz ulepszenia przywracające zdrowie postaci.
Podczas przemierzania poziomu gracze są zatrzymywani przez grupy przeciwników, których muszą pokonać, zanim będą mogli kontynuować. Poziom kończy się, gdy wszyscy wrogowie zostaną pokonani. Każdy poziom zawiera wiele identycznych grup przeciwników, co sprawia, że gry tego typu są charakterystyczne ze względu na swoją powtarzalność. W grach typu beat ’em up gracze często walczą z bossem – przeciwnikiem znacznie silniejszym od pozostałych – na końcu każdego poziomu.
Gry typu brawler często dają graczowi możliwość wyboru bohatera spośród kilku postaci, z których każda ma swoje unikalne mocne i słabe strony oraz unikalny zestaw ruchów. System walki w tych grach jest zazwyczaj bardziej rozbudowany niż w innych grach akcji z przewijaniem w bok. Ataki obejmują szybkie kombinacje podstawowych ciosów (tzw. combosy), a także ataki skokowe i chwytające. Postacie często posiadają specjalne ataki, co sprawia, że strategia gry różni się w zależności od wybranego bohatera.
Sterowanie jest zazwyczaj proste do opanowania i zwykle ogranicza się do dwóch przycisków ataku. Można je łączyć, aby wykonywać combosy, ataki skokowe i chwytające. Od czasu premiery gry Double Dragon wiele gier z tego gatunku umożliwia dwuosobową rozgrywkę w trybie kooperacji, co stało się kluczowym elementem ich popularności. Gry beat ’em up częściej oferują tryb kooperacji niż inne gatunki gier.

## Podgatunki
Gatunek beat ’em up obejmuje kilka podgatunków:
- Scrolling beat ’em up (Przewijalny beat ’em up) – beat ’em up wykorzystujące format przewijania ekranu w bok w grafice 2D[16].
  - Beat ’em up w pojedynczej płaszczyźnie (ang. single-plane beat ’em up) lub side-scrolling beat ’em up – przewijane beat ’em upy poruszające się wzdłuż jednej płaszczyzny. Był to najwcześniejszy styl beat ’em up, zapoczątkowany przez grę Kung-Fu Master wydaną w 1984 roku przez Irem, zaprojektowaną przez Takashiego Nishiyamę. Inne tytuły z tego podgatunku to m.in. My Hero i Flashgal (1985) firmy Sega, The Ninja Warriors (1987) firmy Taito, Bad Dudes Vs. DragonNinja (1988) firmy Data East oraz Splatterhouse (1988) firmy Namco[34][35]. Ten wczesny styl beat ’em up jest częścią szerszego gatunku przewijalnych gier akcji, w tym gier walki 2D, przewijanych gier platformowych oraz gier run and gun[30]. Późniejszym przykładem tego podgatunku jest Viewtiful Joe (2003) firmy Capcom[36].
  - Gra akcji belt-scroll (ang. belt-scroll action game) lub belt-scroll beat ’em up – najpopularniejszy typ przewijanych beat ’em upów, używający przewijania bocznego z kątem kamery skierowanym w dół, gdzie gracze mogą poruszać się zarówno w pionie, jak i poziomie. Termin dla tego podgatunku został użyty dla gier, w których ekran był przewijany podobnie jak przenośniku taśmowym. Format ten został wprowadzony przez Nekketsu Kōha Kunio-kun (1986) firmy Technos Japan, znany na Zachodzie jako Renegade, a następnie rozwinięty i spopularyzowany przez jego kontynuację, Double Dragon (1987). Późniejsze popularne przykłady gier obejmują serie Streets of Rage firmy Sega oraz Final Fight firmy Capcom[37][38][39].
- Hack and slash – beat ’em upy skupiające się na walce z użyciem broni białej, takiej jak miecze lub ostrza, w przeciwieństwie do innych podgatunków z walki pięściami.
  - Dwuwymiarowy hack & slash lub slash 'em up – przewijane beat ’em upy 2D skupiające się na broni białej. Przykłady obejmują serię arkadową Shinobi (1987)[40][41], oraz Golden Axe (1989) firmy Sega[42][43], Captain Silver (1987) firmy Data East[40], Rastan (1987)[40][44], i Saint Sword (1991) firmy Taito, wczesne dwuwymiarowe gry Ninja Gaiden (Shadow Warriors) (1988) firmy Tecmo[40], Strider (1989) firmy Capcom[45], grę na Master System Danan: The Jungle Fighter (1990)[40], oraz Dragon’s Crown (2013) firmy Vanillaware[41].
  - Trójwymiarowy hack & slash lub gra akcji z bohaterem (ang. character action game) – gry akcji z perspektywy trzeciej osoby, skupiające się na walce wręcz z bronią białą w trzywymiarowych środowiskach. Podgatunek został w dużej mierze zdefiniowany przez grę Devil May Cry (2001) firmy Capcom, zaprojektowaną przez Hidekiego Kamiyę. Inne przykłady obejmują Dynasty Warriors i gry Ninja Gaiden firmy Koei Tecmo, późniejsze gry z serii Devil May Cry, God of War i Genji: Dawn of the Samurai firmy Sony, No More Heroes, Bayonetta, Darksiders oraz Dante’s Inferno[46][47][48].
- 3D beat ’em up – trójwymiarowe bijatyki bliższe tradycyjnym beat ’em upom, z walką pięściami, ale rozgrywające się w większych przestrzeniach 3D. Przykłady obejmują Die Hard Arcade (1996)[49] i serię Yakuza (2005) firmy Sega[50], Fighting Force (1997) firmy Eidos Interactive[51], The Bouncer (2000) firmy Squaresoft[52], oraz God Hand (2006) firmy Capcom[53]. Ten podgatunek beat ’em up jest mniej popularny niż gry 3D hack & slash[54].

## Historia
Gry beat ’em up wywodzą się z filmów sztuk walki, szczególnie z hongkońskich produkcji Bruce’a Lee. Film Gra śmierci z 1972 roku stanowił inspirację dla podstawowej struktury gatunku, w której Lee wspina się przez pięć poziomów pagody, prowadząc kolejne walki z licznymi przeciwnikami i napotykając na drodze kilku bossów, a inny film Lee z 1973 roku, Wejście smoka, również wywarł wpływ na kształtowanie się gatunku. Pierwszą grą wideo prezentującą walkę wręcz była arkadowa gra bokserska Heavyweight Champ z 1976 roku firmy Sega, wyświetlana z charakterystycznej bocznej perspektywy, podobnie jak późniejsze bijatyki (fighting games). Niemniej jednak upowszechnienie się gier poświęconym sztukom walki nastąpiło wraz z wydaniem Karate Champ w 1984 roku przez firmę Data East.

### Pierwsze beat ’em upy (druga połowa lat 80.)
Kung-Fu Master (w Japonii znany jako Spartan X), zaprojektowany przez Takashiego Nishiyamę i wydany przez Irem w 1984 roku, ustanowił fundamenty gatunku beat ’em upów z przewijaniem bocznym. Uprościł mechanikę walki znaną z Karate Champ, wprowadzając jednocześnie licznych przeciwników na przewijanej płaszczyźnie pola gry. Inspiracje czerpał z hongkońskich filmów sztuk walki: Wheels on Meals (1984) Jackie Chana oraz Gry śmierci Bruce’a Lee, które wpłynęły na koncepcję walk z bossami na końcu każdego poziomu, oraz strukturę fabuły wykorzystywaną później w kolejnych przewijanych beat ’em upach. Nishiyama, twórca shoot ’em up z przewijaniem Moon Patrol (1982), połączył dynamikę tamtych gier z elementami walki. Nowością było wprowadzenie pasków zdrowia dla postaci gracza i każdego z bossów. Tego samego roku ukazały się też inne innowacyjne tytuły jak Bruce Lee, łączący walkę wieloosobową z mechaniką platform i łamigłówek, oraz Karateka, która eksperymentowała z fabularnym wymiarem akcji i była jedną z pierwszych gier o sztukach walki przenoszonych między różnymi systemami. My Hero (1985) firmy Sega zaadaptowała mechanikę Kung-Fu Master, przenosząc walkę z tradycyjnego środowiska sztuk walki w realia miejskich ulic i gangów.
Przełomowym tytułem był Nekketsu Kōha Kunio-kun (1986) firmy Technōs Japan, który wprowadził format przewijanego pola gry w formie pasa, który umożliwił poruszanie się postaci w pionie i poziomie, spopularyzował również walkę uliczną w tym gatunku. Został stworzony przez Yoshihisę Kishimoto i był inspirowany jego własnymi doświadczeniami z młodzieńczych lat oraz filmem Wejście smoka Bruce’a Lee. Zachodnia adaptacja, Renegade, dodała fabułę o zemście na świecie przestępczym, która przypadła graczom do gustu bardziej niż dotychczasowe ujęcia sztuk walki. Renegade ustanowił standardy dla przyszłych gier z gatunku, wprowadzając możliwość poruszania się zarówno w poziomie, jak i w pionie. Wprowadził również koncepcję ataków kombinowanych (combosów); w przeciwieństwie do wcześniejszych produkcji, przeciwnicy w Renegade i Double Dragon mogli znosić znacznie więcej obrażeń, wymagając serii ciosów, gdzie pierwsze trafienie tymczasowo unieruchamiało przeciwnika, pozbawiając go możliwości obrony przed kolejnymi ciosami. Zamiast eliminować jednostki pojedynczymi ciosami, gracz musiał wielokrotnie atakować wrogów. W porównaniu z wcześniejszymi grami z gatunku środowisko rozszerzono do przestrzeni przypominającej arenę, podczas gdy system walki został znacznie bardziej rozbudowany – gracz mógł uderzać, kopać, chwytać, szarżować, rzucać i deptać przeciwników.

### Sukces głównego nurtu (koniec lat 80. – początek lat 90.)
W 1987 roku wydanie gry Double Dragon, stworzonej przez Technōs Japan jako następcę Kunio-kun (Renegade), zapoczątkowało przełomowy okres w historii gatunku brawlerów, wyznaczając nowe standardy w projektowaniu gier na automaty. Tytuł wyróżniał się szczegółowo opracowanym systemem ataków oraz innowacyjnym, dwuosobowym trybem kooperacji. Wprowadzono ciągłe przewijanie świata, w przeciwieństwie do ograniczonych aren z Kunio-kun, co nadawało Double Dragon poczucie postępu w grze, a dodatkowo użycie przerywników filmowych podkreślało jego kinematograficzny charakter. System walki, podobnie jak w Kunio-kun, czerpał inspirację z filmu Bruce’a Lee Wejście Smoka, podczas gdy sceneria zniszczonego miasta została zaczerpnięta z estetyki filmów Mad Max oraz mangi i anime Fist of the North Star. Double Dragon osiągnęła komercyjny sukces i stała się trzecią najwyżej zarabiającą grą arkadową w Japonii w 1987 roku, a następnie przez dwa kolejne lata, w 1988 i 1989, najlepiej zarabiającą grą arkadową w Stanach Zjednoczonych.
Sukces Double Dragon spowodował lawinowy wzrost liczby gier z gatunku pod koniec lat 80, wśród których wyróżniały się takie tytuły jak Golden Axe i Final Fight (oba z 1989 roku). Final Fight miał być pierwotnie sequelem Street Fightera (tymczasowo zatytułowany Street Fighter '89), lecz ostatecznie firma zdecydowała się nadać mu nową nazwę. W przeciwieństwie do prostych combosów w Renegade i Double Dragon, kombinacje w Final Fight były znacznie bardziej dynamiczne. Uznawany za najlepszą grę gatunku, Final Fight doczekał się dwóch kontynuacji na konsole i został przeniesiony na inne platformy. Golden Axe zyskał uznanie dzięki wyrazistej akcji hack and slash oraz trybowi kooperacji, wyróżniając się możliwością wyboru postaci o zróżnicowanych stylach walki. Uważany jest za jeden z najlepszych tytułów gatunku ze względu na elementy fantasy, wyróżniające go spośród miejskich scenerii innych brawlerów. Bad Dudes Vs. DragonNinja wprowadzał elementy platformowe, podczas gdy P.O.W.: Prisoners of War rozwinął aspekt broni, pozwalając graczom na podnoszenie pistoletów. Inna bijatyka – River City Ransom (1989), znana w Europie jako Street Gangs, zawierała elementy gier RPG, umożliwiając ulepszanie postaci przy użyciu pieniędzy zdobytych od pokonanych przeciwników.
Seria Streets of Rage, zapoczątkowana na początku lat 90., w znacznym stopniu czerpała z Final Fight. Streets of Rage 2 (1992) na konsolę Sega Mega Drive był jedną z pierwszych gier konsolowych dorównujących jakością arcade’owym bijatykom. Projekt poziomów chwalono za nowatorskie ujęcie tradycyjnych scenerii gatunku, co doprowadziło do przeniesienia gry również na automaty. Brawler stał się popularnym gatunkiem dla growych adaptacji seriali telewizyjnych i filmów. Teenage Mutant Ninja Turtles oraz Batman Returns odniosły zaskakujący sukces, inspirując kolejne produkcje. Arkadowa gra Taito Riding Fight (1992) łączyła rozgrywkę bijatyki brawler z pseudotrójwymiarowym środowiskiem oraz elementami wyścigów na desce. Złoty wiek gatunku dobiegł końca w początkach lat 90. za sprawą Street Fightera II (1991) firmy Capcom, który przyciągnął graczy do gier opartych na pojedynku dwóch osób, a następnie rosnąca popularność gier 3D pod koniec dekady zmniejszyła rangę dwuwymiarowych gier bijatykowych.

### Przejście na grafikę 3D (koniec lat 90. – początek lat 2000.)
Die Hard Arcade (1996) była pionierską grą z gatunku beat ’em up, która wprowadzała nowatorskie rozwiązania graficzne i mechaniczne. Jako pierwsza wykorzystywała teksturowane grafiki 3D oparte na wielokątach, prezentując zaawansowany zestaw ruchów przypominający klasyczne bijatyki. Produkcja skutecznie zaktualizowała formułę Streets of Rage do przestrzeni trójwymiarowej, implementując rozwiązania znane z Virtua Fighter 2 (1994), takie jak złożone kombinacje ruchów i innowacyjne metody łączenia broni. W grze wprowadzono również przerywniki filmowe ze wkomponowanymi scenami quick time events. Komercyjnie tytuł osiągnął znaczący sukces, zajmując drugie miejsce na japońskich listach najlepiej zarabiających gier automatowych w sierpniu 1996 roku. Następna próba transformacji gatunku, Fighting Force (1997) studia Core Design, która była postrzegana jako potencjalna rewolucja gier beat ’em up na konsolach 32-bitowych, spotkała się jednak z chłodnym przyjęciem krytyków. Wraz z końcem lat 90. gatunek beat ’em up systematycznie tracił popularność, praktycznie zanikając do końca dekady na rynku gier na automaty.
W 2000 roku Squaresoft wydał grę The Bouncer, wyprodukowaną przez DreamFactory i zaprojektowaną przez byłego projektanta Virtua Fighter, Seiichiego Ishii, na konsolę PlayStation 2. Była to ambitna produkcja, próba stworzenia fabularnej, kinowej gry beat ’em up, łączącej trójwymiarową rozgrywkę z elementami gry akcji RPG, scenami filmowymi, wysokiej jakości oprawą audiowizualną oraz innowacyjnym systemem „Aktywnego Wyboru Postaci”, w którym podejmowane decyzje wpływają na przebieg fabuły. Gra była bardzo wyczekiwana ze względu na renomę Squaresoft w produkcji japońskich gier RPG, takich jak Final Fantasy, lecz przy premierze spotkała się z mieszanym przyjęciem krytyków. W tym samym roku włoskie studio NAPS team wydało Gekido: Urban Fighters na konsolę PlayStation, oferujący dynamiczny system walk beat ’em up, z licznymi starciami z bossami i charakterystyczną, kolorową grafiką.
Na początku lat 2000 recenzenci gier zaczęli ogłaszać, że gatunek gier brawler utracił swoją dotychczasową popularność i zaniknął na rynku gier.

### Gry 3D hack-and-slash (po roku 2000)
Po 2000 roku gatunek beat ’em up doznał znaczącego odrodzenia w postaci popularnych gier 3D hack and slash, które w znaczący sposób przekształciły dotychczasową konwencję gatunku. Zaczęły powstawać gry w stylu Devil May Cry (2001), w tym Onimusha, Ninja Gaiden (2004), God of War (2005), God Hand (2006), Heavenly Sword (2007), Afro Samurai (2009), oraz Bayonetta (2009). Nowe produkcje charakteryzowały się bardziej fantastycznym podejściem, oferując bardziej rozbudowane kampanie fabularne oraz zamiast wyboru dowolnej postaci skupiając się na jednym, niezwykle złożonym bohaterze. Gry prezentowały szeroki arsenał broni oraz zaawansowane zestawy ruchów inspirowane różnymi stylami walki. Ten podgatunek, znany również jako „character action”, stanowił ewolucję klasycznych arcade’owych gier akcji, w znacznej mierze zdefiniowaną przez Hidekiego Kamiyę, twórcę Devil May Cry i Bayonetty.
Najlepiej sprzedającą się japońską serią z tego gatunku jest seria Dynasty Warriors, która począwszy od Dynasty Warriors 2 (2000) rewolucjonizowała gatunek beat ’em up, oferując rozgrywkę na rozległych, trójwymiarowych polach bitwy z elementami gier strategicznych. Gra wyróżniała się możliwością wyświetlania dziesiątek postaci jednocześnie. Do listopada 2023 seria liczyła 29 tytułów, które w percepcji zachodnich graczy często wydawały się za bardzo do siebie podobne. Twórcy serii argumentowali jednak, że japońscy konsumenci dostrzegają i doceniają subtelne różnice między poszczególnymi odsłonami. Krytycy początkowo postrzegali Dynasty Warriors 2 jako innowacyjne i technicznie zaawansowane osiągnięcie, choć ich opinie o kolejnych częściach były bardziej zróżnicowane. Gry wydane do 2008 roku otrzymywały zarówno pochwały za prostą i przyjemną rozgrywkę, jak i krytykę za nadmierną schematyczność i powtarzalność.

### Tradycyjne beat ’em up (po roku 2000)

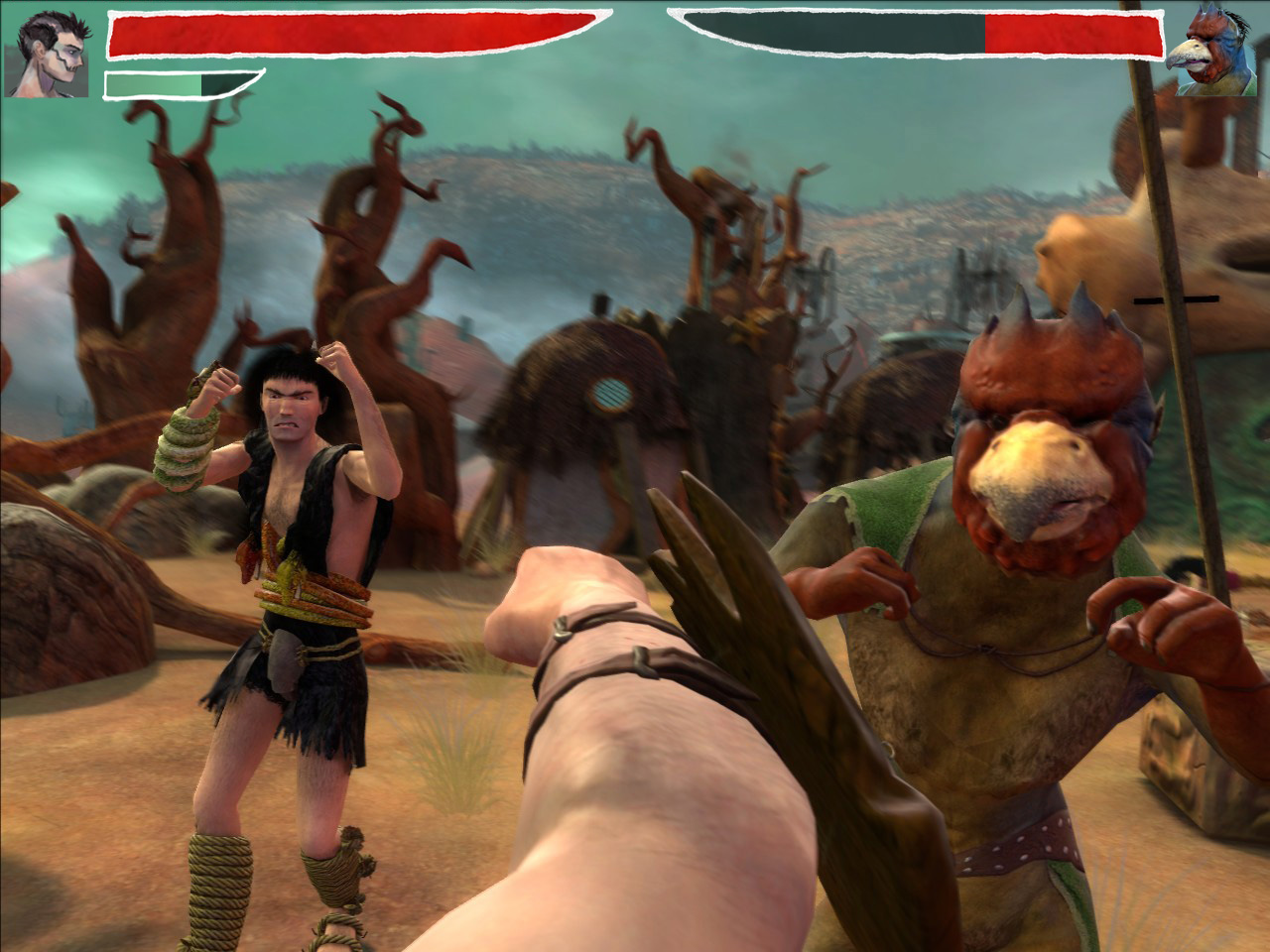
Zeno Clash (2009) z rozgrywką pierwszoosobową

W 2005 roku gatunek gier miejskich wzbogacił się o dwie znaczące produkcje, które w innowacyjny sposób połączyły elementy fabularne, rozgrywkę akcyjną i złożone środowiska miejskie. Seria Yakuza, wprowadzała skomplikowane wątki kryminalne z niezwykle szczegółowo odwzorowanymi, interaktywnymi przestrzeniami miejskimi, w których dynamiczne starcia uliczne stanowiły kluczowy element rozgrywki. Równocześnie firma Rockstar Games wydała grę The Warriors, będącą adaptacją filmu Wojownik z 1979 roku. Produkcja ta oferowała rozbudowane, trójwymiarowe środowisko walk, urozmaicone sekwencjami pościgowymi i innymi aktywnościami. Dodatkowym atutem gry była klasyczna, bocznie przewijana gra beat ’em up zatytułowana Armies of the Night, która została włączona jako treść dodatkowa. Ta dodatkowa zawartość zdobyła istotne uznanie i została później wydana także na konsolę przenośną PlayStation Portable.

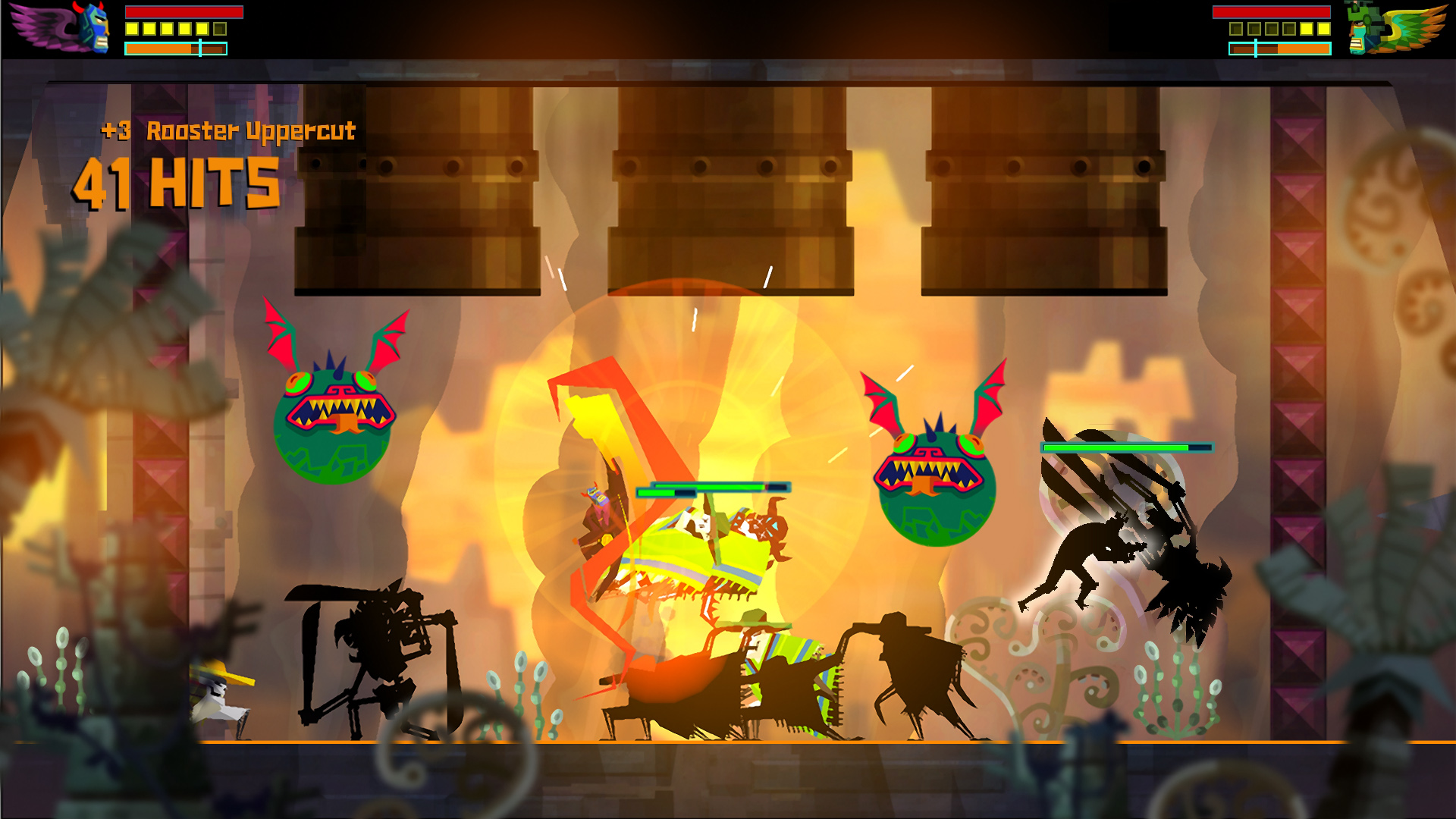
Guacamelee! (2013) – gra oparta na bijatykach w stylu lucha libre, wzorowana na grze przygodowej w stylu Metroid.

Viewtiful Joe (2003) firmy Capcom, wyreżyserowany przez twórcę Devil May Cry, Hidekiego Kamiyę, wyróżniał się nowatorską grafiką w stylu cel-shading, oraz innowacyjnymi mechanizmami rozgrywki. Wprowadzenie specjalnych mocy głównego bohatera miało na celu ożywienie klasycznej formuły dwuwymiarowych gier typu brawler z przewijaniem bocznym ekranu. Tytuły takie jak God Hand (2006) i MadWorld (2009) zostały przyjęte jako satyryczne komentarze do przemocy w kulturze popularnej. Oba otrzymały pozytywne recenzje za humorystyczne i niekonwencjonalne podejście do gatunku, znacząco odbiegające od stylistyki wcześniejszych gier beat ’em up. Klasyczne produkcje beat ’em up zostały ponownie udostępnione w cyfrowych serwisach dystrybucyjnych, takich jak Virtual Console, Xbox Live Arcade. Krytycy przeprowadzili ponowną ocenę tych tytułów – niektóre z nich nadal uznawano za atrakcyjne, podczas gdy inne straciły na wartości wraz z upływem czasu. Mimo że gatunek beat ’em up nie cieszy się już taką popularnością jak pod koniec lat 80., tytuły takie jak Viewtiful Joe i God Hand skutecznie podtrzymywały jego tradycyjną formułę rozgrywki.
Tradycyjna część gatunku beat ’em up w 2D doświadczyła odrodzenia w Azji, gdzie koreański sieciowy beat ’em up Dungeon Fighter Online (2004) był bardzo popularny. Dungeon Fighter Online stał się jedną z najczęściej granych i najlepiej zarabiających gier wszech czasów, generując ponad 10 miliardów dolarów przychodu. Inne tradycyjne beat ’em upy 2D z przewijaniem ekrany zostały wydane na Xbox Live Arcade i PlayStation Network, w tym Castle Crashers (2008) studia The Behemoth, wyróżniający się grafiką kreskówkową, dziwacznym humorem i dobrze przyjętym przez krytyków trybem kooperacji, The Dishwasher: Vampire Smile (2011), Double Dragon Neon (2012), oraz Scott Pilgrim vs. the World: The Game (2010).
Fable Heroes (2012) to tytuł dostępny wyłącznie na Xbox Live Arcade. Saints Row IV (2013) zawierał parodię Streets Of Rage o nazwie „Saints Of Rage”, gdzie gracz ratuje Johnny’ego Gata z wirtualnego więzienia. Dragon’s Crown (2013) to gra fantasy łącząca elementy beat ’em up i fabularnej gry akcji, inspirowana bezpośrednio grami Golden Axe i Dungeons & Dragons: Tower of Doom. W 2020 roku ukazała się kontynuacja serii Streets of Rage – Streets of Rage 4, która zebrała pozytywne recenzje i na nowo rozbudziła zainteresowanie zarówno samą serią, jak i całym gatunkiem beat ’em up. Do 2017 roku Dragon’s Crown sprzedała ponad milion egzemplarzy, natomiast Streets of Rage 4 do kwietnia 2021 roku osiągnęła sprzedaż przekraczającą 2,5 miliona kopii. Inne znane klasyczne serie gatunku również doczekały się nowych odsłon, między innymi Battletoads (2020), The Ninja Saviors: Return of the Warriors (2019), oraz River City Girls (2019).
Gatunek beat ’em up został również rewitalizowany przez twórców gier niezależnych, którzy stworzyli szereg oryginalnych tytułów. Wśród nich wyróżniają się Guacamelee! studia DrinkBox (2013) i jego sequel z 2018 roku, znane z hybrydowej rozgrywki łączącej elementy beat ’em up i gry typu Metroidvania. Inne godne uwagi niezależne produkcje to The Takeover (2019), Ninjin: Clash of Carrots (2018), oraz bardzo dobrze przyjęty przez krytyków Fight’N Rage (2017)